# Nastro d'argento - Grandi Serie alla miglior serie TV - Crime
Il Nastro d'argento - Grandi Serie alla miglior serie TV - Crime è un riconoscimento italiano assegnato annualmente dal Sindacato nazionale giornalisti cinematografici italiani a partire dal 2022 alla miglior serie televisiva italiana di genere poliziesco, giallo o thriller.

## Vincitori e candidati
I vincitori sono indicati in grassetto, a seguire gli altri candidati.

### Anni 2022-2029
- 2022
  - I bastardi di Pizzofalcone, regia di Monica Vullo
  - L'ispettore Coliandro, regia di Milena Cocozza e Manetti Bros.
  - Nero a metà, regia di Claudio Amendola e Enrico Rosati
  - Rocco Schiavone, regia di Simone Spada
  - Vostro onore, regia di Alessandro Casale
- 2023
  - La legge di Lidia Poët, regia di Matteo Rovere e Letizia Lamartire
  - Christian - Seconda stagione, regia di Stefano Lodovichi
  - Il Patriarca, regia di Claudio Amendola
  - Rocco Schiavone - Quinta stagione, regia di Simone Spada
  - Sei donne - Il mistero di Leila, regia di Vincenzo Marra
- 2024
  - Il re, regia di Giuseppe Gagliardi
  - I bastardi di Pizzofalcone, regia di Monica Vullo e Riccardo Mosca
  - Il clandestino, un investigatore a Milano, regia di Rolando Ravello
  - Il metodo Fenoglio - L'estate fredda, regia di Alessandro Casale
  - Monterossi - La serie, regia di Roan Johnson
- 2025
  - Avetrana - Qui non è Hollywood, regia di Pippo Mezzapesa
  - ACAB - La serie, regia di Michele Alhaique
  - Dostoevskij, regia di Damiano e Fabio D'Innocenzo
  - Stucky, regia di Valerio Attanasio
  - The Bad Guy, regia di Giancarlo Fontana e Giuseppe G. Stasi